# 에코크레이션
에코크레이션(ECO CREATION Co., Ltd.)은 대한민국의 친환경 열분해 기업이다. 또한 SK가 2대 주주이며, ‘폐플라스틱 열분해 기술을 보유하고 있다.